# 2451 Dollfus
2451 Dollfus је астероид главног астероидног појаса чија средња удаљеност од Сунца износи 2,725 астрономских јединица (АЈ).
Апсолутна магнитуда астероида је 12,1.